# Хван, Павел Александрович
Павел Александрович Хван (30 июня 1915 года, станция Амазар, Нерчинский уезд, Забайкальская область — 17 сентября 1982 года) — звеньевой колхоза имени Будённого Нижне-Чирчикского района Ташкентской области, Узбекская ССР. Герой Социалистического Труда (1951).

## Биография
В 1931 году получил неполное среднее образование, окончив шесть классов неполной средней школы.
С 1932 года — помощник машиниста Амурского железнодорожного депо на станции Амазар. После окончания курсов машинистов в 1935 году трудился машинистом Амурского железнодорожного депо в городе Свободный Амурской области.
В 1937 году депортирован на спецпоселение в Ташкентскую область, Узбекская ССР. С 1938 года — шофёр, звеньевой колхоза «Красный Восток» Нижне-Чирчикского района. С 1943 года — член ВКП(б).
С 1950 года трудился заведующим гаражом, звеньевым полеводческого звена, шофёром колхоза имени Будённого Нижне-Чирчикского района. В 1950 году звено Павла Хвана получило в среднем по 81,8 центнеров зеленцового стебля кенафа с каждого гектара на участке площадью 8 гектаров. Указом Президиума Верховного Совета СССР от 15 октября 1951 года «за получение в 1950 году высоких урожаев зеленцового стебля кенафа на поливных землях при выполнении колхозами обязательных поставок и контрактации сельскохозяйственной продукции, натуроплаты за работу МТС и обеспеченности семенами всех культур для весеннего сева 1951 года» удостоен звания Героя Социалистического Труда с вручением ордена Ленина и золотой медали «Серп и Молот».
С 1954 года — шофёр, диспетчер колхоза имени Димитрова Нижне-Чирчикского района.
В 1973 году вышел на пенсию. Персональный пенсионер союзного значения.
Похоронен на кладбище бывшего колхоза имени Димитрова.
Награды
- Герой Социалистического Труда
- Орден Ленина
- Медаль «За доблестный труд в Великой Отечественной войне 1941—1945 гг.»